# ユーリー・イーナット
ユーリー・ロベルトヴィチ・イーナット (ウクライナ語: Ю́рій Ро́бертович Ігна́т、ユーリー・イグナットとも、1977年12月23日 - ) は、ウクライナの軍人。2021年から2024年までウクライナ空軍報道官を務めた。

## 経歴
イーナットは、ジャーナリストであるアンドリュカ・ボクサーの下に生まれ、リヴィウに住んでいた。祖父もユーリー・イーナットであり、民族解放運動の一員として戦い、リチャキフ墓地に埋葬されている。
5年間の学業を経て、国立リヴィウ工科大学リヴィウ軍事研究所（軍事ジャーナリズム専攻）を卒業した。
1999年、イーナットは軍事雑誌「クリラ・ウクライナ」の記者を始めた。アフリカに6か月出張した経験を持つ。
2017年時点でイーナットは、ウクライナ国防省の機関誌「人民軍」の空軍編集部部長を務めた。2018年から2024年まで、ウクライナ空軍司令部報道部長。
2022年5月時点では、中佐である。詳細日時は不明だが少なくとも2022年10月までに大佐に昇進。
2024年3月18日、ウクライナ空軍報道官を解任され、後任にはイリヤ・エヴラシュが就任した。

## 栄典
ダニーロ・ハリツキー勲章 - 2022年5月27日